# 48 de ore
48 de ore (titlu original: 48 Hrs.) este un film american din 1982 regizat de Walter Hill. În rolurile principale joacă actorii Eddie Murphy și Nick Nolte. Este continuat de filmul Alte 48 de ore din 1990.

## Distribuție
- Nick Nolte ca Detectiv Sergeant Jack Cates
- Eddie Murphy ca Reggie Hammond
- James Remar ca Albert Ganz
- David Patrick Kelly ca Luther
- Sonny Landham ca Billy Bear
- Brion James ca Detective Sergeant Ben Kehoe
- Annette O'Toole ca Elaine Marshall
- Frank McRae ca Captain Haden
- Kerry Sherman ca Rosalie
- Jonathan Banks ca Detective Algren
- James Keane ca Detective VanZant
- Jack Thibeau ca Detective
- Greta Blackburn ca Lisa
- Margot Rose ca Casey
- Denise Crosby ca Sally
- Olivia Brown ca Candy
- Peter Jason ca Cowboy Bartender
- Bill Cross ca Patrol Officer #1
- Chris Mulkey ca Patrol Officer #2
- Sandy Martin ca Policewoman
- Ned Dowd ca Big Cop
- Jim Haynie ca Old Cop
- Jon St. Elwood ca Plainclothesman
- Nick Dimitri ca Torchy's Patron
- John Dennis Johnston ca Torchy's Patron
- Rock A. Walker ca Torchy's Patron